# Babylon A.D.
A Babylon A.D. 2008-as amerikai-angol-francia sci-fi akciófilm, amelyet Mathieu Kassovitz rendezett. A film Maurice Georges Dantec Babylon Babies című regényén alapul. A főszerepben Vin Diesel Mélanie Thierry, Michelle Yeoh, Lambert Wilson, Mark Strong, Jérôme Le Banner, Charlotte Rampling és Gérard Depardieu látható. Amerikában 2008. augusztus 29-én mutatták be.

## Rövid történet
Toorop zsoldos beleegyezik abba, hogy átcsempész egy lányt egy ázsiai zárdából. A kalandhoz csatlakozik a lány őrzője is, a trió pedig egy halálos meglepetésekkel teli utazásra indul.

## Szereplők
- Vin Diesel: Hugo Toorop
- Michelle Yeoh: Rebeka nővér
- Mélanie Thierry: Aurora
- Gérard Depardieu: Gorsky
- Charlotte Rampling: a templom vezérigazgatója
- Mark Strong: Finn
- Lambert Wilson: Dr. Arthur Darquandier
- David Belle: hacker kölyök
- Jérôme Le Banner: Killa

## Megjelenés
A filmet eredetileg 2008. február 29-én tervezték bemutatni Amerikában, de végül 2008. augusztus 29-én jelent meg. A pénztáraknál 72,105,690 millió dolláros bevételt hozott.

## Fogadtatás
A Metacritic honlapján 26%-os értékelést ért el 15 kritika alapján. A Rotten Tomatoes oldalán 6%-ot ért el 104 kritika alapján. A CinemaScore oldalán átlagos minősítést kapott.
A Variety magazin kritikusa, Jordan Mintzer 
"a Children of Men zajosabb, zűrösebb változatának" nevezte.